# アンニーバレ・カラッチ
アンニーバレ・カラッチ（Annibale Carracci, 1560年11月3日 - 1609年7月15日）は、バロック期のイタリアの画家。イタリア美術における初期バロック様式を確立した画家の一人であり、イタリア北部のボローニャを中心に活動したボローニャ派の代表的画家である。アンニーバレを中心とするカラッチ一族の門下からは多くの著名画家が育っており、後世への影響も大きい。日本語ではファーストネームを「アンニバーレ」、「アニーバレ」、姓を「カッラッチ」「カルラッチ」などと表記する場合もある。

## 生涯
カラッチは、16世紀イタリアのボローニャ派を代表する画家の一人である。20世紀以降、アカデミックな絵画の退潮とともに、カラッチのような伝統的作風の画家は等閑視される傾向にあるが、イタリア絵画における初期バロック様式の確立、古典様式の復活に貢献し、門下から多くの画家を育成した点で、西洋絵画史上重要な画家の一人である。
カラッチは1560年、イタリア北部ボローニャに生まれた。兄のアゴスティーノ・カラッチ（1557年‐1602年）、従兄のルドヴィーコ・カラッチ（1555年‐1619年）も画家であり、西洋美術史では彼らを総称して「カラッチ一族」と呼ぶことが多い。アンニーバレは3人の中では技量の点でもっとも優れると評価され、兄のアゴスティーノは画家であるとともに、一派の理論的指導者であった。

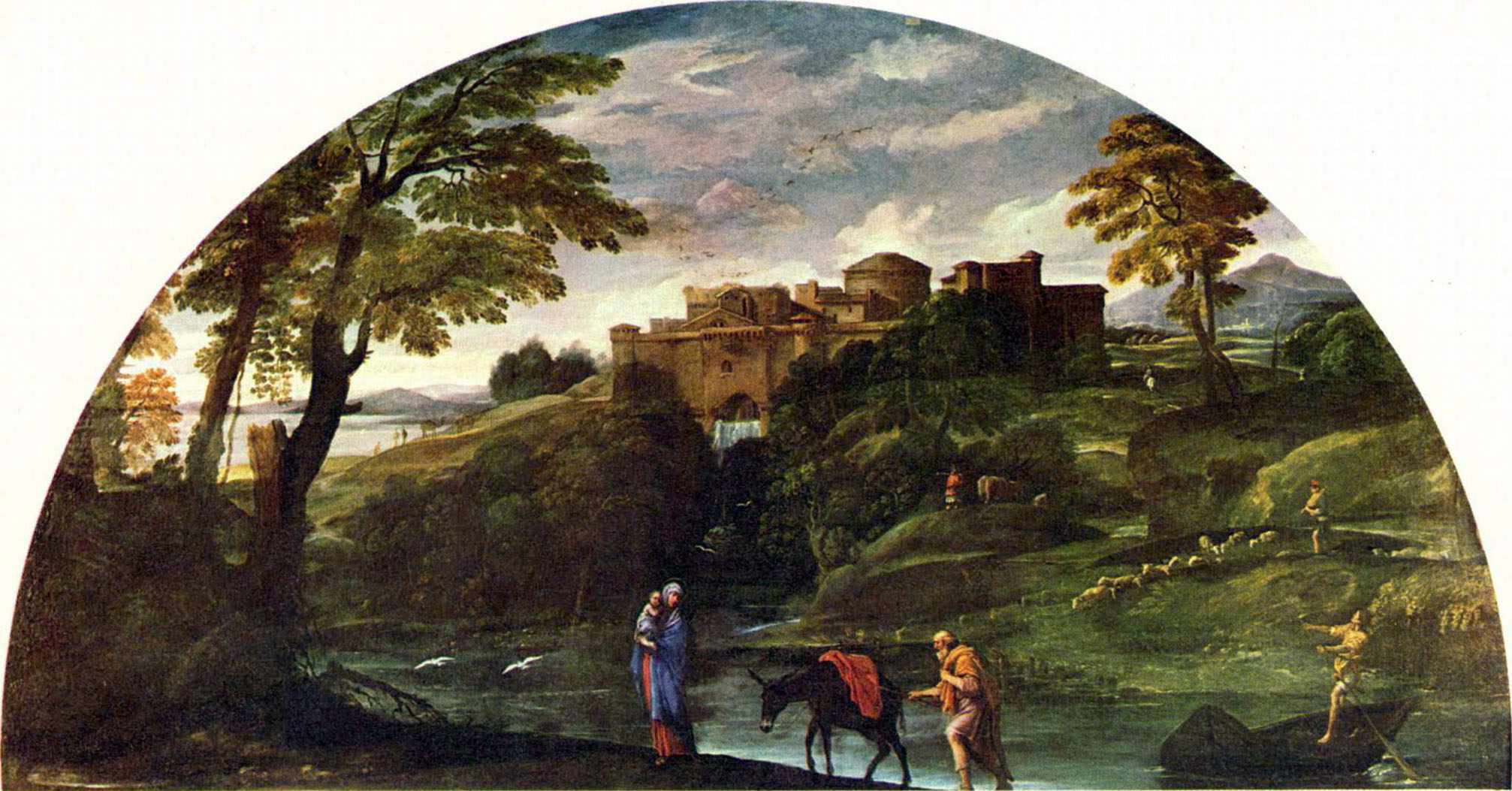
『エジプトへの逃避のある風景』（1604年頃）、ドーリア・パンフィーリ美術館、ローマ

アンニーバレは画家バルトロメオ・パッサロッティのもとで絵画の修業をした。初期の作品には師の影響を受けた風俗画もあるが、本領としたのはキリスト教や古代神話に題材をとった歴史画であり、宮殿などの大規模な装飾に力を発揮した。
1585年頃、カラッチ一族はボローニャにアカデミア・デリ・インカミナーティという画学校を設立した。この画学校では、人体素描や古典彫刻の模写などの基礎技術の習得を重視し、グイド・レーニ、ドメニキーノ、グエルチーノなどの著名画家を輩出した。
アンニーバレの年記のある最古の作品は、ボローニャのサンタ・マリア・デッラ・カリタ聖堂の『磔刑（たっけい）』（1583年）である。1580年代から1590年代前半にかけては生地ボローニャで活動し、聖堂、宮殿などの装飾を多数手がけているが、彼がその本領を発揮するのは1595年にローマに出てきてからである。ローマでは名門ファルネーゼ家、中でも枢機卿オドアルド・ファルネーゼの庇護を受け、1597年からは代表作となるファルネーゼ宮殿天井画を手がけている。この天井画は弟子のドメニキーノ、グイド・レーニなどを動員して制作した畢生の大作であるが、この大仕事に対する報酬が予想外に低かったことから、カラッチはうつ病になり、これ以後の晩年は制作がふるわなかったと言われている。

## 様式・影響

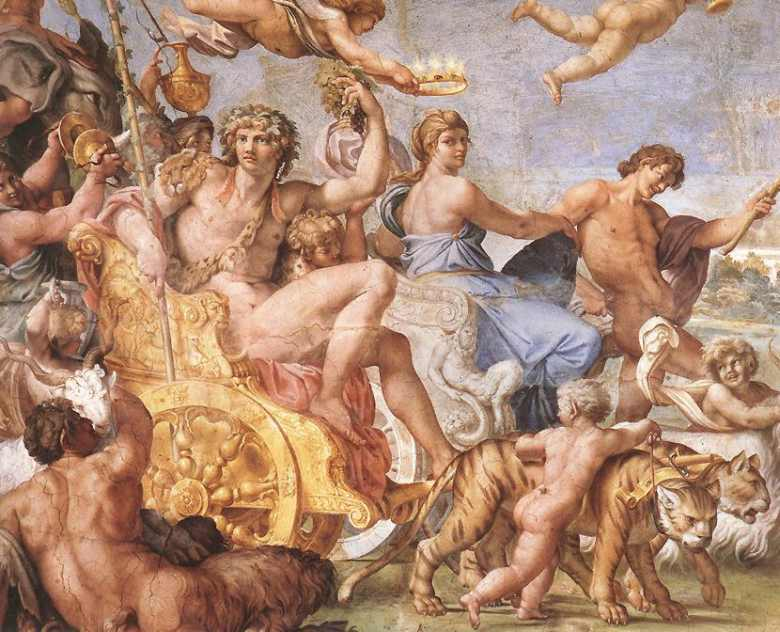
『バッカスとアリアドネの勝利』（1597年‐1604年）ローマ、ファルネーゼ宮殿天井画

アンニーバレを中心とするカラッチ一族の功績としては、イタリア・バロック期絵画における古典主義様式を確立したことがある。16世紀に盛行したマニエリスム絵画は技巧的な構図、自然の比例を無視して引き伸ばされたような人体表現などの反古典主義的様式を特色としていた。16世紀末になると、トリエント公会議や対抗宗教改革などの影響もあって、こうした技巧的な様式は宗教画としての規範に反するものと考えられるようになり、盛期ルネサンス風の明快な構図、写実的な人体把握がよしとされるようになったのである。カラッチ一族の様式は、マニエリスムの画家たちの技巧や奇想に走った様式とも、カラヴァッジョ風の冷徹な写実に徹した様式とも一線を画したもので、「マニエラ」（様式、理想美）と「ナトゥーラ」（自然、写実）との調和が取れた様式と評された。
代表作のファルネーゼ宮殿天井画は、半円筒状の天井に『バッカスとアリアドネの勝利』を中心に多数の画面を配置した複雑な構成になり、描かれた装飾と現実の建築部材との境界があいまいになる錯視効果を上げている。代表作の『バッカスとアリアドネの勝利』は、理想化された堂々たる裸体表現にミケランジェロの影響が感じられ、人物を互いに重ならないようにバランスよく配置する構図法は古典主義的である。古典を学び消化したうえで新時代の絵画を創造しようとする意気込みがここには感じられる。

## 代表作
- 『肉屋の店』 (1580年代初期) クライストチャーチ絵画館（英語版） (オックスフォード)、キンベル美術館
- 『豆を食べる男』（1583-1585年）ローマ、コロンナ絵画館（英語版）
- 『聖クララ、聖フランチェスコ、マグダラのマリアのいるピエタ』 (1585年) パルマ国立美術館
- 『キリストの洗礼』 (1585年)  ボローニャ、サンティ・グレゴリオ・エ・シーロ教会（英語版）
- 『ヴィーナスとサテュロス、二人のキューピッド』 (1587-1588年頃) ウフィツィ美術館
- 『猫をからかう二人の子供』（1588-1589年頃）メトロポリタン美術館
- 『聖母子と聖人たち』 (1588年) ドレスデン、アルテ・マイスター絵画館
- 『聖母被昇天』 (1588-1590年) プラド美術館
- 『ヴィーナスとアドニス、キューピッド』 (1590年頃) プラド美術館
- 『聖ルカと聖カタリナの前に現れる聖母』（1592年）ルーヴル美術館
- 『聖ロクスの施し』 (1587-1595年) ドレスデン、アルテ・マイスター絵画館
- 『キリストとサマリアの女』（1594-1595年）ブレラ美術館
- 『狩猟』（1595年以前）ルーヴル美術館
- 『分かれ道のヘラクレス』（1596年頃）カポディモンテ美術館
- 『栄光のキリストと聖人たち、およびオドアルド・ファルネーゼ』（1598-1600年）パラティーナ美術館
- 『ピエタ』（1600年頃）カポディモンテ美術館
- 『キリストの墓を訪れた三人のマリア』（1600年頃）エルミタージュ美術館
- 『バッカスとアリアドネの勝利』（1597年‐1604年）ローマ、ファルネーゼ宮殿天井画
- 『聖母被昇天』 (1600–1601年) ローマ、サンタ・マリア・デル・ポポロ教会（英語版）
- 『主よ、何処へ行かれるのですか』（1601-1602年）ナショナル・ギャラリー (ロンドン)
- 『二人の天使のいるピエタ』（1603年頃）美術史美術館
- 『エジプトへの逃避のある風景』（1604年頃）ローマ、ドーリア・パンフィーリ美術館[2]
- 『エジプト逃避途上の休息』（1604年頃）エルミタージュ美術館
- 『死せるキリストの哀悼』（1604年頃）ナショナル・ギャラリー (ロンドン)
- 『イーゼルの上の自画像』（1603-1604年）エルミタージュ美術館
- 『聖フランチェスコとマグダラのマリアのいるピエタ』（1602-1607年）ルーヴル美術館